# Barbara Mulej
Barbara Mulej, slovenska tenisačica, * 29. maj 1974, Kranj.
Mulejeva je dosegla najvišje mesto na svetovni lestvici 13. junija 1994, ko je zasedla 111. mesto, v dvojicah pa 11. februarja 1997, ko je dosegla 474. mesto na svetovni lestvici. Trenutno živi v Naklem.

## Grand Slam

### Posamični nastopi
| Turnir                      | 1992    | 1993 | 1994 | 1995  | 1996 | 1997    | 1998 | 1999  | 2000  | Kariera zmage-porazi |
| --------------------------- | ------- | ---- | ---- | ----- | ---- | ------- | ---- | ----- | ----- | -------------------- |
| Odprto prvenstvo Avstralije | 1. krog | A    | A    | A     | A    | 1. krog | A    | A     | 1. PK | 0-2                  |
| Odprto prvenstvo Francije   | 2. PK   | A    | A    | 2. PK | A    | 2. PK   | A    | A     | A     | 0-0                  |
| Odprto prvenstvo Anglije    | A       | A    | A    | A     | A    | A       | A    | A     | A     | 0-0                  |
| Odprto prvenstvo ZDA        | A       | A    | A    | A     | A    | A       | A    | 2. PK | A     | 0-0                  |
| Grand Slam zmage-porazi     | 0-1     | 0-0  | 0-0  | 0-0   | 0-0  | 0-1     | 0-0  | 0-0   | 0-0   | 0-2                  |

- A = ni sodelovala na turnirju in niti v kvalifikacijah.
- 1./2./3. PK = "prvi, drugi, tretji predkrog" oziroma kvalifikacije, skozi katere se ni uspel prebiti na glavni turnir.